# Liste der CAF-Super-Cup-Spiele
Die Liste enthält die Spiele um den Fußballwettbewerb CAF Super Cup seit ihrer ersten, noch inoffiziellen, Austragung im Jahre 1993 mit allen statistischen Details.

## CAF Super Cup 1993
Die erste, noch inoffizielle, Ausspielung des Wettbewerbs fand im Januar 1993 zwischen dem Sieger des African Cup of Champions Clubs 1992 Wydad Casablanca (Marokko) und dem Sieger des African Cup Winners’ Cup 1992 Africa Sports Nacional (Elfenbeinküste) statt.
Spielstatistik:
| Wydad Casablanca                                          | Wydad Casablanca | Africa Sports National | Africa Sports National |
| --------------------------------------------------------- | --- | --- | ---------------------- |
| Wydad Casablanca                                          | \| 10. Januar 1993 in Abidjan (Stade Félix Houphouët-Boigny) \| \| Ergebnis: 2:2 n. V. (2:2, 0:1), 3:5 i. E. \| \| Zuschauer: 25.000 \| \| Schiedsrichter: Omer Yengo ( Republik Kongo) \|                                       | \| 10. Januar 1993 in Abidjan (Stade Félix Houphouët-Boigny) \| \| Ergebnis: 2:2 n. V. (2:2, 0:1), 3:5 i. E. \| \| Zuschauer: 25.000 \| \| Schiedsrichter: Omer Yengo ( Republik Kongo) \|                                                               | Africa Sports National |
| Wydad Casablanca                                          | Mustapha Achad – Mustapha Mestouri, Souhail, Noureddine Naybet, Rashid Daoudi – Kadmiri, Essadri (60. Ali Hassouni), Vasili Postnov, Boujenaa – Chafik, (79. Toufah), Fakhreddine Rajhi Cheftrainer: Juri Sebastienko ( Ukraine) | Ali Doumouya – Ignace Guédé-Gba, Alassane Ouattara, Rufin Lué, Georges Lignon – Yacouba Komara, Thompson Oliha, Serge Maguy – Sékou Bamba (62. Ahmed Ouattara), Gabriel Okolosi, Eugene Beugré Yago (118. Guy Hoba) Cheftrainer: Ibrahim Sunday ( Ghana) | Africa Sports National |
| Wydad Casablanca                                          | 1:2 Ali Hassouni (78.) 2:2 Fakhreddine Rajhi (83.) | 0:1 Sékou Bamba (42.) 0:2 Ahmed Ouattara (68.) | Africa Sports National |
| Wydad Casablanca                                          | Elfmeterschießen | | Africa Sports National |
| Wydad Casablanca                                          | ? | ? | Africa Sports National |
| Wydad Casablanca                                          | Noureddine Naybet (15.), Boujemaa (18.) | Yacouba Komara (64.) | Africa Sports National |
| 10. Januar 1993 in Abidjan (Stade Félix Houphouët-Boigny) | | |                        |
| Ergebnis: 2:2 n. V. (2:2, 0:1), 3:5 i. E.                 | | |                        |
| Zuschauer: 25.000                                         | | |                        |
| Schiedsrichter: Omer Yengo ( Republik Kongo)              | | |                        |

## CAF Super Cup 1994
Die zweite Ausspielung des Wettbewerbs fand im Januar 1994 zwischen dem Sieger des African Cup of Champions Clubs 1993 Zamalek SC und dem Sieger des African Cup Winners’ Cup 1993 al-Ahly beide aus Kairo (Ägypten) statt.
Spielstatistik:
| Zamalek SC                                    | Zamalek SC | al Ahly Kairo | al Ahly Kairo |
| --------------------------------------------- | --- | --- | ------------- |
| Zamalek SC                                    | \| 16. Januar 1994 in Johannesburg (Soccer City) \| \| Ergebnis: 1:0 (0:0) \| \| Zuschauer: 12.000 \| \| Schiedsrichter: Petros Mathabela ( Südafrika) \|                                                                                   | \| 16. Januar 1994 in Johannesburg (Soccer City) \| \| Ergebnis: 1:0 (0:0) \| \| Zuschauer: 12.000 \| \| Schiedsrichter: Petros Mathabela ( Südafrika) \| | al Ahly Kairo |
| Zamalek SC                                    | Hussein El Sayed – Hussein Abdel Latif (9. Essam Marei), Sami El Sheshini, Hesham Yakan, Talaat Mansour – Ashraf Youssef, Ismaïl Youssef, Effat Nassar, Khaled El Ghandour – Ayman Mansour, Emmanuel Amuneke Cheftrainer: Mahmoud El-Gohary | Ahmed Shobeir – Ibrahim Hassan, Amr El Hadidi, Alaa Abdel Sadek, Mahmoud Aboul Dahab – Mohamed Youssef, Reda Abdelaal, Mohamed Abdel Galil (59. Adel Abdel Rahman), Hadi Khashaba – Yasser Rayan (75. Mohamed Ramadan), Hossam Hassan Cheftrainer: Michael Smith ( England) | al Ahly Kairo |
| Zamalek SC                                    | 1:0 Ayman Mansour (86.) | | al Ahly Kairo |
| Zamalek SC                                    | Ismaïl Youssef (10.), Ashraf Youssef (32.), Effat Nassar (38.), Emmanuel Amuneke (47.) | Alaa Abdel Sadek (24.) | al Ahly Kairo |
| Zamalek SC                                    | Mohamed Youssef (80.) | | al Ahly Kairo |
| 16. Januar 1994 in Johannesburg (Soccer City) | | |               |
| Ergebnis: 1:0 (0:0)                           | | |               |
| Zuschauer: 12.000                             | | |               |
| Schiedsrichter: Petros Mathabela ( Südafrika) | | |               |

## CAF Super Cup 1995
Die dritte Ausspielung des Wettbewerbs fand im Januar 1995 zwischen dem Sieger des African Cup of Champions Clubs 1994 Espérance Tunis (Tunesien) und dem Sieger des African Cup Winners’ Cup 1994 Daring Club Motema Pembe aus Kinshasa (Zaire, heute DR Kongo) statt.
Spielstatistik:
| Espérance Tunis                                    | Espérance Tunis | Daring Club Motema Pembe | Daring Club Motema Pembe |
| -------------------------------------------------- | --- | --- | ------------------------ |
| Espérance Tunis                                    | \| 20. Januar 1995 in Alexandria (Alexandria Stadium) \| \| Ergebnis: 3:0 (2:0) \| \| Zuschauer: 20.000 \| \| Schiedsrichter: Charles Massembe ( Uganda) \| | \| 20. Januar 1995 in Alexandria (Alexandria Stadium) \| \| Ergebnis: 3:0 (2:0) \| \| Zuschauer: 20.000 \| \| Schiedsrichter: Charles Massembe ( Uganda) \| | Daring Club Motema Pembe |
| Espérance Tunis                                    | Cheftrainer: Faouzi Benzarti | | Daring Club Motema Pembe |
| Espérance Tunis                                    | 1:0 Garba Lawal (26.) 2:0 Abdelkader Ben Hassen (31.) 3:0 Abdelkader Ben Hassen (68.)                                                                       | | Daring Club Motema Pembe |
| 20. Januar 1995 in Alexandria (Alexandria Stadium) | | |                          |
| Ergebnis: 3:0 (2:0)                                | | |                          |
| Zuschauer: 20.000                                  | | |                          |
| Schiedsrichter: Charles Massembe ( Uganda)         | | |                          |

## CAF Super Cup 1996
Die vierte Ausspielung des Wettbewerbs fand im März 1996 zwischen dem Sieger des African Cup of Champions Clubs 1995 Orlando Pirates (Südafrika) und dem Sieger des African Cup Winners’ Cup 1995 Jeunesse Sportive Kabylie aus Tizi Ouzou (Algerien) statt.
Spielstatistik:
| Orlando Pirates                            | Orlando Pirates | JS Kabylie | JS Kabylie |
| ------------------------------------------ | --- | --- | ---------- |
| Orlando Pirates                            | \| 2. März 1996 in Johannesburg (Soccer City) \| \| Ergebnis: 1:0 (0:0) \| \| Zuschauer: 20.000 \| \| Schiedsrichter: Lim Kee Chong ( Mauritius) \| | \| 2. März 1996 in Johannesburg (Soccer City) \| \| Ergebnis: 1:0 (0:0) \| \| Zuschauer: 20.000 \| \| Schiedsrichter: Lim Kee Chong ( Mauritius) \|                                             | JS Kabylie |
| Orlando Pirates                            | Williams Okpara – Hendrick Tsotsetsi, Mark Fish, Gavin Lane, Bernard Lushozi – Brandon Silent (76. Edwards Motale), John Moeti, Dumisa Ngobe, Helmann Mkhalele (46. Mncwango) – Bruce Ramokadi, Mark Batchelor Cheftrainer: Wiktor Bondarenko ( Russland) | Omar Hamened – Amari, Aziz Benhamlat (82. Djamel Menad), Selmoune, Khati – Mahieddine Meftah, Adane, Karim Doudene, Mourad Rahmouni – Hadj Adlane, Fawzi Moussouni Cheftrainer: Djaffar Harouni | JS Kabylie |
| Orlando Pirates                            | 1:0 Bruce Ramokadi (54.) | | JS Kabylie |
| 2. März 1996 in Johannesburg (Soccer City) | | |            |
| Ergebnis: 1:0 (0:0)                        | | |            |
| Zuschauer: 20.000                          | | |            |
| Schiedsrichter: Lim Kee Chong ( Mauritius) | | |            |

## CAF Super Cup 1997
Die fünfte Ausspielung des Wettbewerbs fand im Februar 1997 zwischen dem Sieger des African Cup of Champions Clubs 1996 Zamalek SC und dem Sieger des African Cup Winners’ Cup 1996 den Arab Contractors beide aus Kairo (Ägypten) statt.
Spielstatistik:
| Zamalek SC                                        | Zamalek SC | Arab Contractors | Arab Contractors |
| ------------------------------------------------- | --- | --- | ---------------- |
| Zamalek SC                                        | \| 14. Februar 1997 in Kairo (International Stadium) \| \| Ergebnis: 0:0 n. V., 4:2 i. E. \| \| Zuschauer: 50.000 \| \| Schiedsrichter: Ahmed El Shenawi ( Ägypten) \| | \| 14. Februar 1997 in Kairo (International Stadium) \| \| Ergebnis: 0:0 n. V., 4:2 i. E. \| \| Zuschauer: 50.000 \| \| Schiedsrichter: Ahmed El Shenawi ( Ägypten) \| | Arab Contractors |
| Zamalek SC                                        | Hussein El Sayed (61. Nader El Sayed) – Medhat Abdel Hady, Ashraf Kacem, Motamed Gamal – Tarek Mostapha, Mohamed Sabry, Ismail Youssef (88. Kamel Kaci-Saïd), Osama Nabeeh, Essam Marei – Khaled El Ghandour (67. Ahmed El Kass), Ayman Mansour Cheftrainer: Werner Olk ( Deutschland) | Ahmed Saber (120. Mamdouh Ibrahim) – Saad Abdel Baky, Ahmed Saïd, Haytham Hussein – Mahmoud El Aref, Zizo, Mohamed Abdel Fattah Kofta, Mohamed Ouda, Ali Ashour – Mostafa Marai (87. Abdel Sattar Sabry), Tamer El Nahas (110. Atef Abdel Hady) Cheftrainer: Michael Krüger ( Deutschland) | Arab Contractors |
| Zamalek SC                                        | Elfmeterschießen | | Arab Contractors |
| Zamalek SC                                        | ? | ? | Arab Contractors |
| Zamalek SC                                        | Tarek Mostapha (16.) | Zizo (45.), Tamer El Nahas (95.) | Arab Contractors |
| 14. Februar 1997 in Kairo (International Stadium) | | |                  |
| Ergebnis: 0:0 n. V., 4:2 i. E.                    | | |                  |
| Zuschauer: 50.000                                 | | |                  |
| Schiedsrichter: Ahmed El Shenawi ( Ägypten)       | | |                  |

## CAF Super Cup 1998
Die sechste Ausspielung des Wettbewerbs fand im März 1998 erstmals zwischen dem Sieger der CAF Champions League 1997 Raja Casablanca (Marokko) und dem Sieger des African Cup Winners’ Cup 1997 Étoile Sportive du Sahel aus Sousse (Tunesien) statt.
Spielstatistik:
| Raja Casablanca                                | Raja Casablanca | Étoile Sportive du Sahel | Étoile Sportive du Sahel |
| ---------------------------------------------- | --- | --- | ------------------------ |
| Raja Casablanca                                | \| 15. März 1998 in Casablanca (Stade Mohammed V) \| \| Ergebnis: 2:2 n. V. (2:2, 0:1), 2:4 i. E. \| \| Zuschauer: 80.000 \| \| Schiedsrichter: Falla N’Doye ( Senegal) \| | \| 15. März 1998 in Casablanca (Stade Mohammed V) \| \| Ergebnis: 2:2 n. V. (2:2, 0:1), 2:4 i. E. \| \| Zuschauer: 80.000 \| \| Schiedsrichter: Falla N’Doye ( Senegal) \|                                                                                | Étoile Sportive du Sahel |
| Raja Casablanca                                | Mustapha Chadili – Redouane El Haïmeur, Zitouni Rimi (70. Dieudonné Londo), Abdelilah Fahmi, Hafid Abdessadek – Mustapha Khalif, Abdellatif Jrindou, Mustapha Moustaoudia (78. Noureddin Ziyati), Jamal Sellami – Abdelkarim Nazir, Reda Riahi Cheftrainer: Vahid Halilhodžić ( Bosnien / Herzeg.) | Radhouane Salhi – Ferid Chouchane, Mounir Boukadida, José Clayton, Mohamed Mkacher – Kaies Ghodbane, Hachemi Bargui, Riadh Bouazizi, Bilal Dziri – Ali Kridène (92. Imed Mhadebi), Imed Ben Younès (77. Zied Jaziri) Cheftrainer: Ivan Buljan ( Kroatien) | Étoile Sportive du Sahel |
| Raja Casablanca                                | 1:2 Abdelkarim Nazir (69.) 2:2 Dieudonné Londo (82.) | 0:1 Bilal Dziri (45.) 0:2 Imed Ben Younès (52.) | Étoile Sportive du Sahel |
| Raja Casablanca                                | Elfmeterschießen | | Étoile Sportive du Sahel |
| Raja Casablanca                                | ? | ? | Étoile Sportive du Sahel |
| Raja Casablanca                                | Zitouni Rimi (18.), Mustapha Khalif (61.) | Mounir Boukadida (12.), Ferid Chouchane (41.) | Étoile Sportive du Sahel |
| 15. März 1998 in Casablanca (Stade Mohammed V) | | |                          |
| Ergebnis: 2:2 n. V. (2:2, 0:1), 2:4 i. E.      | | |                          |
| Zuschauer: 80.000                              | | |                          |
| Schiedsrichter: Falla N’Doye ( Senegal)        | | |                          |

## CAF Super Cup 1999
Die siebte Ausspielung des Wettbewerbs fand im Februar 1999 zwischen dem Sieger der CAF Champions League 1998 ASEC Mimosas aus Abidjan (Elfenbeinküste) und dem Sieger des African Cup Winners’ Cup 1998 Espérance Tunis (Tunesien) statt.
Spielstatistik:
| ASEC Mimosas                                              | ASEC Mimosas | Espérance Tunis | Espérance Tunis |
| --------------------------------------------------------- | --- | --- | --------------- |
| ASEC Mimosas                                              | \| 7. Februar 1999 in Abidjan (Stade Félix Houphouët-Boigny) \| \| Ergebnis: 3:1 n. V. (1:1, 1:0) \| \| Zuschauer: 20.000 \| \| Schiedsrichter: Gamal al-Ghandour ( Ägypten) \|                                                                                 | \| 7. Februar 1999 in Abidjan (Stade Félix Houphouët-Boigny) \| \| Ergebnis: 3:1 n. V. (1:1, 1:0) \| \| Zuschauer: 20.000 \| \| Schiedsrichter: Gamal al-Ghandour ( Ägypten) \|                                   | Espérance Tunis |
| ASEC Mimosas                                              | Boubacar Barry – Seydou Kanté, Kolo Touré, Didier Zokora, Siaka Tiéné – Gilles Yapi Yapo, Joss Pehé (46. Sékou Tidiane Souare), Abdoulaye Djiré, Mamadou Dansoko – Antonin Koutouan (70. Aruna Dindane), Venance Zézé Cheftrainer: Oscar Fulloné ( Argentinien) | Chokri El Ouaer – Tarek Thabet, Walid Azaiez, Khaled Badra, Radhi Jaïdi – Sirajeddine Chihi, Sofiène Melliti, Maher Kanzari, Fayçal Ben Hamed – Gabriel Okolosi, Edith Olumide Agoye Cheftrainer: Youssef Zouaoui | Espérance Tunis |
| ASEC Mimosas                                              | 1:0 Venance Zézé (36.) 2:1 Aruna Dindane (96.) 3:1 Venance Zézé (120.) | 1:1 Chokri El Ouaer (88., Elfm.) | Espérance Tunis |
| ASEC Mimosas                                              | Abdoulaye Djiré (?.) | Fayçal Ben Hamed (5.), Radhi Jaïdi (7.) | Espérance Tunis |
| 7. Februar 1999 in Abidjan (Stade Félix Houphouët-Boigny) | | |                 |
| Ergebnis: 3:1 n. V. (1:1, 1:0)                            | | |                 |
| Zuschauer: 20.000                                         | | |                 |
| Schiedsrichter: Gamal al-Ghandour ( Ägypten)              | | |                 |

## CAF Super Cup 2000
Die achte Ausspielung des Wettbewerbs fand im März 2000 zwischen dem Sieger der CAF Champions League 1999 Raja Casablanca (Marokko) und dem Sieger des African Cup Winners’ Cup 1999 Africa Sports National aus Abidjan (Elfenbeinküste) statt.
Spielstatistik:
| Raja Casablanca                               | Raja Casablanca | Africa Sports National | Africa Sports National |
| --------------------------------------------- | --- | --- | ---------------------- |
| Raja Casablanca                               | \| 5. März 2000 in Casablanca (Stade Mohammed V) \| \| Ergebnis: 2:0 (0:0) \| \| Zuschauer: 40.000 \| \| Schiedsrichter: Falla N’Doye ( Senegal) \| | \| 5. März 2000 in Casablanca (Stade Mohammed V) \| \| Ergebnis: 2:0 (0:0) \| \| Zuschauer: 40.000 \| \| Schiedsrichter: Falla N’Doye ( Senegal) \| | Africa Sports National |
| Raja Casablanca                               | Mustapha Chadili – Mohamed Kharbouch, Redouane El Haimeur, Mohamed Khoubbache, Abdellatif Jrindou – Youssef Safri, Hamid Nater, Erbane El Amine (46. Tarik Rizki), Omar Nejjari (75. Said Kharrazi) – Bouchaïb El Moubarki, Youssef Achami (72. Mohamed Armoumen) Cheftrainer: Oscar Fulloné ( Argentinien) | Jean-Jacques Tizié – Ibrahima Diomande, Lassina Dao, Moussa Doumbia, Ibrahima Duomande – Hyacinthe Dadie, Ibrahima Koné, Tape Zeze (76. Abdoulaye Kone), Fadel Keita – Alhassane Issoufou (63. Eric Babou), Jacob Gatto (63. Moussa Timite) Cheftrainer: Yéo Martial | Africa Sports National |
| Raja Casablanca                               | 1:0 Bouchaïb El Moubarki (52.) 2:0 Mohamed Armoumen (86.) | | Africa Sports National |
| Raja Casablanca                               | Mohamed Armoumen (52.), Mohamed Kharbouch (72.), Mohamed Armoumen (85.) | Ibrahima Diomande (44.) | Africa Sports National |
| 5. März 2000 in Casablanca (Stade Mohammed V) | | |                        |
| Ergebnis: 2:0 (0:0)                           | | |                        |
| Zuschauer: 40.000                             | | |                        |
| Schiedsrichter: Falla N’Doye ( Senegal)       | | |                        |

## CAF Super Cup 2001
Die neunte Ausspielung des Wettbewerbs fand im Februar 2001 zwischen dem Sieger der CAF Champions League 2000 Accra Hearts of Oak (Ghana) und dem Sieger des African Cup Winners’ Cup 2000 Zamalek SC aus Kairo (Egypten) statt.
Spielstatistik:
| Accra Hearts of Oak                                                    | Accra Hearts of Oak | Zamalek SC | Zamalek SC |
| ---------------------------------------------------------------------- | --- | --- | ---------- |
| Accra Hearts of Oak                                                    | \| 11. Februar 2001 in Kumasi (Baba-Yara-Stadion (Kumasi Sports Stadium)) \| \| Ergebnis: 2:0 (1:0) \| \| Zuschauer: 25.000 \| \| Schiedsrichter: Felix Tunyawarimu ( Simbabwe) \|                                                                      | \| 11. Februar 2001 in Kumasi (Baba-Yara-Stadion (Kumasi Sports Stadium)) \| \| Ergebnis: 2:0 (1:0) \| \| Zuschauer: 25.000 \| \| Schiedsrichter: Felix Tunyawarimu ( Simbabwe) \| | Zamalek SC |
| Accra Hearts of Oak                                                    | Sammy Adjei – Amankwa Mireku, Jacob Nettey, Dan Quaye, Stephen Tetteh – Edmund Copson, Adja Tetteh (87. Abdul Razak), Charles Allotey (72. Emmanuel Adjogu), Ishmael Addo – Emmanuel Osei Kuffour, Charles Taylor Cheftrainer: Cecil Jones Attuquayefio | Abdel Wahed El Sayed – Ibrahim Hassan, Medhat Abdel Hady, Hossam Abdel Monem, Haytham Farouk – Tarek Saïd, Ahmed Saleh (?. Tarek El Sayed), Tamer Abdel Hamid, Khaled El Ghandour (69. Mohamed El Hassan) – Hossam Hassan (72. Abdel Latif El Doumany), Walid Salah Abdel Latif Cheftrainer: Otto Pfister ( Deutschland) | Zamalek SC |
| Accra Hearts of Oak                                                    | 1:0 Charles Taylor (11.) 2:0 Emmanuel Osei Kuffour (46.) | | Zamalek SC |
| Accra Hearts of Oak                                                    | Charles Allotey (25.), Emmanuel Osei Kuffour (60.) | | Zamalek SC |
| 11. Februar 2001 in Kumasi (Baba-Yara-Stadion (Kumasi Sports Stadium)) | | |            |
| Ergebnis: 2:0 (1:0)                                                    | | |            |
| Zuschauer: 25.000                                                      | | |            |
| Schiedsrichter: Felix Tunyawarimu ( Simbabwe)                          | | |            |

## CAF Super Cup 2002
Die 10. Ausspielung des Wettbewerbs fand im März 2002 zwischen dem Sieger der CAF Champions League 2001 al-Ahly Kairo (Ägypten) und dem Sieger des African Cup Winners’ Cup 2001 den Kaizer Chiefs aus Kairo (Südafrika) statt.
Spielstatistik:
| al Ahly Kairo                                  | al Ahly Kairo | Kaizer Chiefs | Kaizer Chiefs |
| ---------------------------------------------- | --- | --- | ------------- |
| al Ahly Kairo                                  | \| 15. März 2002 in Kairo (International Stadium) \| \| Ergebnis: 4:1 (2:1) \| \| Zuschauer: 80.000 \| \| Schiedsrichter: Abdelhakim Shelmani ( Libyen) \|                                                                                               | \| 15. März 2002 in Kairo (International Stadium) \| \| Ergebnis: 4:1 (2:1) \| \| Zuschauer: 80.000 \| \| Schiedsrichter: Abdelhakim Shelmani ( Libyen) \| | Kaizer Chiefs |
| al Ahly Kairo                                  | Essam El-Hadary – Hady Khasbaba, El-Hooty, Massa, Said Abdelhafiz – Ahmed El-Sayed (84. Walid Salah el-Zine), Sebastião (46. Ibrahim Saïd), Hossam Ghaly, Ahmed Abo Mosallam (81. Abdulasatar) – Khaled Bebo, Salah Cheftrainer: José Manuel ( Portugal) | Brian Baloyi – Cyril Nzama, Patrick Mabedi, Isaac Mabotsa, Josias Macamo (50. René Richards) – Shaun Permall (60. Goali Sithole), Stanton Fredericks (67. Doctor Khumalo), Jabu Pule, Thabo Mooki – Mmthembu, Arthur Zwane Cheftrainer: Mushim Ertugral ( Türkei) | Kaizer Chiefs |
| al Ahly Kairo                                  | 1:0 Khaled Bebo (7.) 2:1 Hossam Ghaly (30.) 3:1 Essam El-Hadary (65.) 4:1 Said Abdelhafiz (69.) | 1:1 Cyril Nzama (20.) | Kaizer Chiefs |
| al Ahly Kairo                                  | Hossam Ghaly (?.) | | Kaizer Chiefs |
| 15. März 2002 in Kairo (International Stadium) | | |               |
| Ergebnis: 4:1 (2:1)                            | | |               |
| Zuschauer: 80.000                              | | |               |
| Schiedsrichter: Abdelhakim Shelmani ( Libyen)  | | |               |

## CAF Super Cup 2003
Die 11. Ausspielung des Wettbewerbs fand im Februar 2003 zwischen dem Sieger der CAF Champions League 2002 Zamalek SC aus Kairo (Egypten) und dem Sieger des African Cup Winners’ Cup 2002 Wydad Casablanca (Marokko) statt. Zamalek gewann bei seiner vierten Finalteilnahme seinen dritten Supercup-Titel nach 1994 und 1997.
Spielstatistik:
| Zamalek SC                                             | Zamalek SC | Wydad Casablanca | Wydad Casablanca |
| ------------------------------------------------------ | --- | --- | ---------------- |
| Zamalek SC                                             | \| 7. Februar 2003 in Kairo (Cairo International Stadium) \| \| Ergebnis: 3:1 (1:0) \| \| Zuschauer: ? \| \| Schiedsrichter: Hichem Guirat ( Tunesien) \| | \| 7. Februar 2003 in Kairo (Cairo International Stadium) \| \| Ergebnis: 3:1 (1:0) \| \| Zuschauer: ? \| \| Schiedsrichter: Hichem Guirat ( Tunesien) \| | Wydad Casablanca |
| Zamalek SC                                             | Abdel Wahed El Sayed – Ahmed Saleh, Medhat Abdel Hady, Wael El-Quabbani, Besheer El-Tabei – Tarek El Sayed, Emam Hazem (82. Mohamed Kamouna), Tamer Abdel Hamid, Mohamed Abdel Wahed – Abdel Halim Ali (90. Khaled El-Ghandour), Gamal Hamza (78. Mahmoud Abdel Razek) Cheftrainer: Cabralzinho ( Brasilien) | Tarik Jarmouni – Lahcen Abrami, Hicham Louissi, Mustapha Talha, Jean-Jacques Gosso (46. Guillaume Dah Zadi) – Chemseddine El Janabi, Boujemaa Kessab, Abdelhak Ait Laarif, Mohamed Madihi – Redouane Allali, Rabil Lafoui Cheftrainer: Oscar Fulloné ( Argentinien) & Žarko Olarević ( Serbien) | Wydad Casablanca |
| Zamalek SC                                             | 1:0 Mohamed Abdel Wahed (28.) 2:0 Emam Hazem (61.) 3:0 Abdel Halim Ali (64.) | 3:1 Guillaume Dah Zadi (78.) | Wydad Casablanca |
| Zamalek SC                                             | Besheer El-Tabei, Tamer Abdel Hamid, Abdel Halim Ali, Gamal Hamza | Lahcen Abrami, Mustapha Talha | Wydad Casablanca |
| 7. Februar 2003 in Kairo (Cairo International Stadium) | | |                  |
| Ergebnis: 3:1 (1:0)                                    | | |                  |
| Zuschauer: ?                                           | | |                  |
| Schiedsrichter: Hichem Guirat ( Tunesien)              | | |                  |

## CAF Super Cup 2004
Die 12. Ausspielung des Wettbewerbs fand im Februar 2004 zwischen dem Sieger der CAF Champions League 2003 Enyimba FC aus Aba (Nigeria) und dem Sieger des African Cup Winners’ Cup 2003 Étoile Sportive du Sahel aus Sousse (Tunesien) statt.
Spielstatistik:
| Enyimba FC                                              | Enyimba FC | Étoile Sportive du Sahel | Étoile Sportive du Sahel |
| ------------------------------------------------------- | --- | --- | ------------------------ |
| Enyimba FC                                              | \| 22. Februar 2004 in Aba (Enyimba-International-Stadion) \| \| Ergebnis: 1:0 (1:0) \| \| Zuschauer: 20.000 \| \| Schiedsrichter: Divine Evehe ( Kamerun) \|                                                         | \| 22. Februar 2004 in Aba (Enyimba-International-Stadion) \| \| Ergebnis: 1:0 (1:0) \| \| Zuschauer: 20.000 \| \| Schiedsrichter: Divine Evehe ( Kamerun) \|                                                                        | Étoile Sportive du Sahel |
| Enyimba FC                                              | Dele Aiyenugba – Yusuf Mohammed, Bob Osim, Obinna Nwaneri, Ugah Okpara – Jérôme Ezoba, Emeka Nwanna, Ndidi Anumnu, Onyekachi Okonkwo – Ajibade Omolade, Mouritala Ogunbiyi Cheftrainer: Michael Urukalo ( Australien) | Aymen Mathlouti – Kaies Zouaghi, Seif Ghezal, Lotfi Sellemi, Sabeur Frej – Ahmed Hammi, Brahima Koné, Zoubeir Baya , Imed Mhedhebi – Ogochukwu Obiakor (70. Aymen Bouchhiwa), Emeka Opara Cheftrainer: Bernard Simondi ( Frankreich) | Étoile Sportive du Sahel |
| Enyimba FC                                              | 1:0 Bob Osim (20.) | | Étoile Sportive du Sahel |
| Enyimba FC                                              | Obinna Nwaneri (90.) | | Étoile Sportive du Sahel |
| 22. Februar 2004 in Aba (Enyimba-International-Stadion) | | |                          |
| Ergebnis: 1:0 (1:0)                                     | | |                          |
| Zuschauer: 20.000                                       | | |                          |
| Schiedsrichter: Divine Evehe ( Kamerun)                 | | |                          |

## CAF Super Cup 2005
Die 13. Ausspielung des Wettbewerbs fand im Februar 2005 zwischen dem Sieger der CAF Champions League 2004 Enyimba FC aus Aba (Nigeria) und erstmals dem Sieger des CAF Confederation Cups 2004 Accra Hearts of Oak (Ghana) statt. Der Enyimba FC konnte als erste Mannschaft seinen Titel aus dem Vorjahr verteidigen.
Spielstatistik:
| Enyimba FC                                              | Enyimba FC | Accra Hearts of Oak | Accra Hearts of Oak |
| ------------------------------------------------------- | --- | --- | ------------------- |
| Enyimba FC                                              | \| 20. Februar 2005 in Aba (Enyimba-International-Stadion) \| \| Ergebnis: 2:0 n. V. \| \| Zuschauer: ? \| \| Schiedsrichter: ? \|                                                                | \| 20. Februar 2005 in Aba (Enyimba-International-Stadion) \| \| Ergebnis: 2:0 n. V. \| \| Zuschauer: ? \| \| Schiedsrichter: ? \|                                                                                          | Accra Hearts of Oak |
| Enyimba FC                                              | Dele Aiyenugba – Musa Aliyu, Emeka Akueme, Nojim Raji, Yusuf Mohammed – Chidoze Johnson, Prince Wilson Olomu, Joe Tex Frimpong, Muri Ogunbiyi – Mutiu Adegoke, Odeh Ogah Cheftrainer: Okey Emordi | Mohamed Saani – Acquaah Harrison, Michael Donkor, Wisdom Agblexo, Amankwa Yaw Mireku – Lawrence Adjei, Joseph Tagoe, Samed Abdul Awadu, Francis Bossman – Eric Nyarko, Daniel Coleman Cheftrainer: Cecil Jones Attuquayefio | Accra Hearts of Oak |
| Enyimba FC                                              | 1:0 Mutiu Adegoke (97.) 2:0 Muri Ogunbiyi (109.) | | Accra Hearts of Oak |
| Enyimba FC                                              | Lawrence Adjei (80.) | | Accra Hearts of Oak |
| 20. Februar 2005 in Aba (Enyimba-International-Stadion) | | |                     |
| Ergebnis: 2:0 n. V.                                     | | |                     |
| Zuschauer: ?                                            | | |                     |
| Schiedsrichter: ?                                       | | |                     |

## CAF Super Cup 2006
Die 14. Ausspielung des Wettbewerbs fand im Februar 2006 zwischen dem Sieger der CAF Champions League 2005 al Ahly SC (Ägypten) und dem Sieger des CAF Confederation Cups 2005 FAR Rabat (Marokko) statt.
Spielstatistik:
| al Ahly SC                                        | al Ahly SC | FAR Rabat | FAR Rabat |
| ------------------------------------------------- | --- | --- | --------- |
| al Ahly SC                                        | \| 24. Februar 2006 in Kairo (International Stadion) \| \| Ergebnis: 0:0 n. V., 4:2 i. E. \| \| Zuschauer: ? \| \| Schiedsrichter: Koman Coulibaly ( Mali) \| | \| 24. Februar 2006 in Kairo (International Stadion) \| \| Ergebnis: 0:0 n. V., 4:2 i. E. \| \| Zuschauer: ? \| \| Schiedsrichter: Koman Coulibaly ( Mali) \| | FAR Rabat |
| al Ahly SC                                        | Essam El Hadary – Islam Shater, Ahmed El Sayed, Emad El Nahhas, Shady Mohamed – Hassan Moustafa, Hossam Ashour, Mohamed Abo Treka, Mohamed Abdel Wahab (90. Haytham El Fazzani) – Flávio (90. Wael Reyadh Sheetos, 109. Osama Hosni), Emad Moteab Cheftrainer: José Manuel ( Portugal) | Tarak El Jarmouni – Houcine Ouchla , Mohamed El Fadly, Noureddine Boubou, Hafid Abdessadek – Khalid El Maaroufi, Yassine Naoum (112. Issam Eraki), Noureddine Boubou (95. Adil Serraj), Youssef Kaddioui – Ahmed Ajeddou, Hakim Ajraoui (57. Adil Lotfi) Cheftrainer: Mohamed Fakhir | FAR Rabat |
| al Ahly SC                                        | Elfmeterschießen | | FAR Rabat |
| al Ahly SC                                        | 1:0 Emad El Nahhas 2:? Osama Hosni 3:? Shady Mohamed 4:? Islam Shater | ? Khalid El-Maaroufi ? Adil Lotfi Noureddine Boubou Issam Eraki | FAR Rabat |
| al Ahly SC                                        | Islam Shater (24.), Flávio (39.) | Houcine Ouchla (11.), Hafid Abdessadek (35.), Khalid El Maaroufi (69.), Ahmed Ajeddou (80.) | FAR Rabat |
| 24. Februar 2006 in Kairo (International Stadion) | | |           |
| Ergebnis: 0:0 n. V., 4:2 i. E.                    | | |           |
| Zuschauer: ?                                      | | |           |
| Schiedsrichter: Koman Coulibaly ( Mali)           | | |           |

## CAF Super Cup 2007
Die 15. Ausspielung des Wettbewerbs fand im Februar 2007 zwischen dem Sieger der CAF Champions League 2006 al-Ahly Kairo (Ägypten) und dem Sieger des CAF Confederation Cups 2006 Étoile Sportive du Sahel aus Sousse (Tunesien) statt. Al-Ahly konnte seinen Titel aus dem Vorjahr als zweite Mannschaft überhaupt verteidigen und gewann bei seiner vierten Finalteilnahme seinen dritten Supercup-Titel nach 2002 und 2006.
Spielstatistik:
| al Ahly Kairo                                         | al Ahly Kairo | Étoile Sportive du Sahel | Étoile Sportive du Sahel |
| ----------------------------------------------------- | --- | --- | ------------------------ |
| al Ahly Kairo                                         | \| 18. Februar 2007 in Addis Abeba (Addis-Abeba-Stadion) \| \| Ergebnis: 0:0 n. V., 5:4 i. E. \| \| Zuschauer: 20.000 \| \| Schiedsrichter: Lossina Pare ( Burkina Faso) \|                                                                                          | \| 18. Februar 2007 in Addis Abeba (Addis-Abeba-Stadion) \| \| Ergebnis: 0:0 n. V., 5:4 i. E. \| \| Zuschauer: 20.000 \| \| Schiedsrichter: Lossina Pare ( Burkina Faso) \|                                                                                               | Étoile Sportive du Sahel |
| al Ahly Kairo                                         | Essam El Hadary – Wael Gomaa, Shady Mohamed , Ahmed Shadid (87. Ahmed Hassan), Emad El Nahhas – Anis Boujelben, Mohamed Shawky (71. Abdel Hamid Hassan), Hossam Ashour, Islam El Shater (102. Ahmed Adel) – Flávio, Emad Moteab Cheftrainer: José Manuel ( Portugal) | Aymen Methlouthi – Sabeur Fredj, Mejdi Ben Mohamed, Seif Ghezal , Mehdi Meriah – Moussa Narry, Yassine Chikhaoui, Amine Chermiti (90. Khaled Meliti), Med Ali Nafkha (73. Mejdi Ettraoui) – Amen Soltani (75. Mouri Ogounbiyi), Gilson Silva Cheftrainer: Faouzi Benzarti | Étoile Sportive du Sahel |
| al Ahly Kairo                                         | Elfmeterschießen | | Étoile Sportive du Sahel |
| al Ahly Kairo                                         | ? | ? | Étoile Sportive du Sahel |
| al Ahly Kairo                                         | Hossam Ashour (109.) | Amen Soltani (46.), Sabeur Fredj (111.) | Étoile Sportive du Sahel |
| 18. Februar 2007 in Addis Abeba (Addis-Abeba-Stadion) | | |                          |
| Ergebnis: 0:0 n. V., 5:4 i. E.                        | | |                          |
| Zuschauer: 20.000                                     | | |                          |
| Schiedsrichter: Lossina Pare ( Burkina Faso)          | | |                          |

## CAF Super Cup 2008
Die 16. Ausspielung des Wettbewerbs fand im Februar 2008 zwischen dem Sieger der CAF Champions League 2007 Étoile Sportive du Sahel aus Sousse und dem Sieger des CAF Confederation Cups 2007 CS Sfax beide (Tunesien) statt.
Spielstatistik:
| Étoile Sportive du Sahel                            | Étoile Sportive du Sahel | CS Sfax | CS Sfax |
| --------------------------------------------------- | --- | --- | ------- |
| Étoile Sportive du Sahel                            | \| 23. Februar 2008 in Radès (Stadion des 7. November) \| \| Ergebnis: 2:1 (1:1) \| \| Zuschauer: ? \| \| Schiedsrichter: Djamel Haimoudi ( Algerien) \| | \| 23. Februar 2008 in Radès (Stadion des 7. November) \| \| Ergebnis: 2:1 (1:1) \| \| Zuschauer: ? \| \| Schiedsrichter: Djamel Haimoudi ( Algerien) \| | CS Sfax |
| Étoile Sportive du Sahel                            | Aymen Methlouthi – Mejdi Traoui, Souhaiel Ben Radhia, Mehdi Meriah, Radhouane Falhi – Ammar Jemal, Mohamed Ali Nafkha, Afouène Gharbi (71. Mouri Ogunbiyi), Gilson Silva (84. Moussa Narry) – Mehdi Ben Dhifallah, Amine Chermiti Cheftrainer: Bertrand Marchand ( Frankreich) | Lotfi Saïdi – Fatah Gharbi (83. Dominique Da Silva), Karim Ben Amor, Hamdi Rouid, Mohamed Bouzidi – Chaker Bargawi, Chedi Hammemi (68. Guy Lusadisu Basisila), Frej Bnouni (59. Ahmed Hleli), Naby Soumah – Blaise Kouassi, Agyemang Opoko Cheftrainer: Michel Decastel ( Schweiz) | CS Sfax |
| Étoile Sportive du Sahel                            | 1:0 Amine Chermiti (4.) 2:1 Radhouane Falhi (48.) | 1:1 Agyemang Opoko (26.) | CS Sfax |
| 23. Februar 2008 in Radès (Stadion des 7. November) | | |         |
| Ergebnis: 2:1 (1:1)                                 | | |         |
| Zuschauer: ?                                        | | |         |
| Schiedsrichter: Djamel Haimoudi ( Algerien)         | | |         |

## CAF Super Cup 2009
Die 17. Ausspielung des Wettbewerbs fand im Februar 2009 zwischen dem Sieger der CAF Champions League 2008 al-Ahly Kairo (Ägypten) und dem Sieger des CAF Confederation Cups 2008 CS Sfax (Tunesien) statt. Al-Ahly gewann bei seiner fünften Finalteilnahme seinen vierten Supercup-Titel nach 2002, 2006 und 2007.
Spielstatistik:
| al Ahly Kairo                                    | al Ahly Kairo | CS Sfax | CS Sfax |
| ------------------------------------------------ | --- | --- | ------- |
| al Ahly Kairo                                    | \| 6. Februar 2009 in Kairo (International Stadium) \| \| Ergebnis: 2:1 (0:0) \| \| Zuschauer: 60.000 \| \| Schiedsrichter: Daniel Bennett ( Südafrika) \| | \| 6. Februar 2009 in Kairo (International Stadium) \| \| Ergebnis: 2:1 (0:0) \| \| Zuschauer: 60.000 \| \| Schiedsrichter: Daniel Bennett ( Südafrika) \|                                                                                       | CS Sfax |
| al Ahly Kairo                                    | Ameer Abdel Hameid – Ahmed El Sayed, Wael Gomaa, Shady Mohamed , Ahmed Fathy – Gilberto (83. Sayed Moawad), Ahmed Hassan (75. Ahmed Hassan Farag), Hossam Ashour, Eino Moataz, Mohamed Barakat – Flávio (88. Ahmed Sedeik) Cheftrainer: Manuel José ( Portugal) | Jacem Khalloufi – Haj Massaoud, Aymen Ben Amor, Hamdi Rouid, Issam Merdassi – Haythem Mrabet, Chedi Hammemi (85. Ousmaïla Baba), Naby Soumah, Abdelkrim Nafti – Hamza Younés, Dominique Da Silva (46. Blaise Kouassi) Cheftrainer: Ghazi Ghrayri | CS Sfax |
| al Ahly Kairo                                    | 1:0 Flávio (46.) 2:1 Flávio (69.) | 1:1 Blaise Kouassi (62.) | CS Sfax |
| al Ahly Kairo                                    | Hossam Ashour | Aymen Ben Amor, Haythem Mrabet, Dominique da Silva | CS Sfax |
| 6. Februar 2009 in Kairo (International Stadium) | | |         |
| Ergebnis: 2:1 (0:0)                              | | |         |
| Zuschauer: 60.000                                | | |         |
| Schiedsrichter: Daniel Bennett ( Südafrika)      | | |         |

## CAF Super Cup 2010
Die 18. Ausspielung des Wettbewerbs fand im Februar 2010 zwischen dem Sieger der CAF Champions League 2009 TP Mazembe aus Lubumbashi (DR Kongo) und dem Sieger des CAF Confederation Cups 2009 Stade Malien (Mali) statt.
Spielstatistik:
| Tout Puissant Mazembe                                         | Tout Puissant Mazembe | Stade Malien | Stade Malien |
| ------------------------------------------------------------- | --- | --- | ------------ |
| Tout Puissant Mazembe                                         | \| 21. Februar 2010 in Lubumbashi (Stade Frédéric Kibasa Maliba) \| \| Ergebnis: 2:0 (1:0) \| \| Zuschauer: 35.000 \| \| Schiedsrichter: Rajindraparsad Seechurn ( Mauritius) \|                      | \| 21. Februar 2010 in Lubumbashi (Stade Frédéric Kibasa Maliba) \| \| Ergebnis: 2:0 (1:0) \| \| Zuschauer: 35.000 \| \| Schiedsrichter: Rajindraparsad Seechurn ( Mauritius) \| | Stade Malien |
| Tout Puissant Mazembe                                         | Muteba Kidiaba – Sebastian Mwansa, Hijani Himoonde, ?, Kazembe Mihayo – Stoppila Sunzu, Tresor Mabi Mputu, Mulota Kabangu, ? – Mbenza Bedi, Given Singuluma Cheftrainer: Diego Garzitto ( Frankreich) | ? – ?, ? – Coulibaly Bourama, ?, ? – Cheïbane Traoré, ? Cheftrainer: Djibril Dramé                                                                                               | Stade Malien |
| Tout Puissant Mazembe                                         | 1:0 Stophira Sunzu (16.) 2:0 Given Singuluma (80.) | | Stade Malien |
| Tout Puissant Mazembe                                         | Kazembe Mihayo, Mbenza Bedi, Mulota Kabangu | Coulibaly Bourama, Cheïbane Traoré | Stade Malien |
| 21. Februar 2010 in Lubumbashi (Stade Frédéric Kibasa Maliba) | | |              |
| Ergebnis: 2:0 (1:0)                                           | | |              |
| Zuschauer: 35.000                                             | | |              |
| Schiedsrichter: Rajindraparsad Seechurn ( Mauritius)          | | |              |

## CAF Super Cup 2011
Die 19. Ausspielung des Wettbewerbs fand im Januar 2011 zwischen dem Sieger der CAF Champions League 2010 TP Mazembe aus Lubumbashi (DR Kongo) und dem Sieger des CAF Confederation Cups 2010 FUS de Rabat (Marokko) statt. TP Mazembe konnte als drittes Team nach dem FC Enyimba (Nigeria) 2004, 2005 und al-Ahly (Ägypten) 2006, 2007 seinen Titel aus dem Vorjahr verteidigen.
Spielstatistik:
| Tout Puissant Mazembe                                        | Tout Puissant Mazembe | FUS de Rabat | FUS de Rabat |
| ------------------------------------------------------------ | --- | --- | ------------ |
| Tout Puissant Mazembe                                        | \| 29. Januar 2011 in Lubumbashi (Stade Frédéric Kibasa Maliba) \| \| Ergebnis: 0:0, 9:8 i. E. \| \| Zuschauer: 30.000 \| \| Schiedsrichter: Koman Coulibaly ( Mali) \| | \| 29. Januar 2011 in Lubumbashi (Stade Frédéric Kibasa Maliba) \| \| Ergebnis: 0:0, 9:8 i. E. \| \| Zuschauer: 30.000 \| \| Schiedsrichter: Koman Coulibaly ( Mali) \| | FUS de Rabat |
| Tout Puissant Mazembe                                        | Muteba Kidiaba – Kiritsho Kasusula, Joel Kimuaki, Miala Nkulukuta (83. Rainford Kalaba), Stoppila Sunzu (46. Given Singuluma) – Kazembe Mihayo , Mbenza Bedi, Narcisse Ekanga, Mulota Kabangu – Dioko Kaluyituka, Serge Lofo Bongeli (75. Déo Kanda) Cheftrainer: Lamine Mamadou N'Diaye ( Senegal) | Issam Bada – Anouar Abdelmalki, Noureddine Ait Abdelouahed, Mohamed Benchrifa (73. Oussama El Gharib), Youssef Chafik – Hamid Boujar (46. Abdelilah Mansour), Mohamed El Bakkali, Morad Zitouny, Alhassane Issoufou (71. Hicham El Fatihi) – Rachid Rokki, Mohamed Zouidi Cheftrainer: Lhoussine Amouta | FUS de Rabat |
| Tout Puissant Mazembe                                        | Elfmeterschießen | | FUS de Rabat |
| Tout Puissant Mazembe                                        | 1:0 Muteba Kidiaba 2:0 Joel Kimuaki 3:1 Dioko Kaluyituka 4:2 Mulota Kabangu Rainford Kalaba 5:4 Mbenza Bedi 6:5 Kiritsho Kasusula 7:6 Given Singuluma 8:7 Déo Kanda 9:8 Kazembe Mihayo | Mohamed El Bakkali 2:1 Oussama El Gharib 3:2 Youssef Chafik 4:3 Rachid Rokki 4:4 Hicham El Fatihi 5:5 Morad Zitouny 6:6 Mohamed Zouidi 7:7 Anouar Abdelmalki 8:8 Abdelilah Mansour Noureddine Ait Abdelouahed                                                                                           | FUS de Rabat |
| Tout Puissant Mazembe                                        | Kiritsho Kasusula (14.) | Mohamed El Bakkali (43.), Hamid Boujar (44.), Rachid Rokki (50.) | FUS de Rabat |
| 29. Januar 2011 in Lubumbashi (Stade Frédéric Kibasa Maliba) | | |              |
| Ergebnis: 0:0, 9:8 i. E.                                     | | |              |
| Zuschauer: 30.000                                            | | |              |
| Schiedsrichter: Koman Coulibaly ( Mali)                      | | |              |

## CAF Super Cup 2012
Die 20. Ausspielung des Wettbewerbs fand im Februar 2012 zwischen dem Sieger der CAF Champions League 2011 Espérance Tunis (Tunesien) und dem Sieger des CAF Confederation Cups 2011 MAS de Fes (Marokko) statt. Mit MAS de Fes gewann erstmals der Sieger des Confederation Cups den Titel und erst zum dritten Mal nicht der Gewinner des Meisterwettbewerbs.
Spielstatistik:
| Espérance Tunis                                                | Espérance Tunis | MAS de Fes | MAS de Fes |
| -------------------------------------------------------------- | --- | --- | ---------- |
| Espérance Tunis                                                | \| 25. Februar 2012, 15:00 Uhr in Radès (Stadion des 7. November) \| \| Ergebnis: 1:1 (0:1), 3:4 i. E. \| \| Zuschauer: 15.000 \| \| Schiedsrichter: Daniel Bennet ( Südafrika) \| | \| 25. Februar 2012, 15:00 Uhr in Radès (Stadion des 7. November) \| \| Ergebnis: 1:1 (0:1), 3:4 i. E. \| \| Zuschauer: 15.000 \| \| Schiedsrichter: Daniel Bennet ( Südafrika) \| | MAS de Fes |
| Espérance Tunis                                                | Moez Ben Chrifia – Walid Hichri, Sameh Derbali, Khalil Chemmam, Mohamed Ben Mansour (89. Idrissa Coulibaly) – Khaled Mouelhi, Mejdi Traoui, Wajdi Bouazzi (81. Idriss Mhirsi), Karim Ben Hassan Aouadhi (46. Iheb Msakni), Youssef Msakni – Yannick N’Djeng Cheftrainer: Michel Decastel ( Schweiz) | Anas Zniti (59. Ismail Kouha) – Mustapha Mrani, Hamza Hajji, Samir Zekroumi, Youssef El Basri – Rachid Dahmani, Chem-Eddine Chtibi, Youssef Ayatti, Mohamed Ali Bemaamar – Hamza Abourazzouk (81. Mohamed Diop), Abdelhadi Halhoul (90.+6' Luiz Jeferson Escher) Cheftrainer: Rachid Taoussi | MAS de Fes |
| Espérance Tunis                                                | 1:1 Khalil Chemmam (90.+10') | 0:1 Hamza Abourazzouk (20.) | MAS de Fes |
| Espérance Tunis                                                | Elfmeterschießen | | MAS de Fes |
| Espérance Tunis                                                | 1:0 Khaled Mouelhi Sameh Derbali 2:2 Iheb Msakni Walid Hichri 3:2 Youssef Msakni | 1:1 Luiz Jeferson Escher 1:2 Youssef El Basri Samir Zekroumi 2:3 Rachid Dahmani 3:4 Mohamed Diop | MAS de Fes |
| Espérance Tunis                                                | Mejdi Traoui (50.), Khaled Mouelhi (74.), Youssef Msakni (90.+13') | Abdelhadi Halhoul (56.), Youssef El Basri (84.), Mohamed Diop (87.) | MAS de Fes |
| Espérance Tunis                                                | Mejdi Traoui (63.) | | MAS de Fes |
| 25. Februar 2012, 15:00 Uhr in Radès (Stadion des 7. November) | | |            |
| Ergebnis: 1:1 (0:1), 3:4 i. E.                                 | | |            |
| Zuschauer: 15.000                                              | | |            |
| Schiedsrichter: Daniel Bennet ( Südafrika)                     | | |            |

## CAF Super Cup 2013
Die 21. Ausspielung des Wettbewerbs fand im Februar 2013 zwischen dem Sieger der CAF Champions League 2012 al Ahly Kairo (Ägypten) und dem Sieger des CAF Confederation Cups 2012 AC Léopards aus Dolisie (Republik Kongo) statt. Al Ahly gewann bei seiner sechsten Finalteilnahme seinen fünften Supercup-Titel nach 2002, 2006, 2007 und 2009.
Spielstatistik:
| al Ahly Kairo                                 | al Ahly Kairo | AC Léopards | AC Léopards |
| --------------------------------------------- | --- | --- | ----------- |
| al Ahly Kairo                                 | \| 23. Februar 2013 in Alexandria (Borg El Arab) \| \| Ergebnis: 2:1 (0:0) \| \| Zuschauer: 10.000 \| \| Schiedsrichter: Bakary Gassama ( Gambia) \| | \| 23. Februar 2013 in Alexandria (Borg El Arab) \| \| Ergebnis: 2:1 (0:0) \| \| Zuschauer: 10.000 \| \| Schiedsrichter: Bakary Gassama ( Gambia) \| | AC Léopards |
| al Ahly Kairo                                 | Sherif Ekramy – Wael Gomaa, Sherif Abdul Fadil, Ahmed Shedid, Mohamed Naguib – Hossam Ashour, Mohamed Barakat (88. Saad Samir), Abdallah Said, Rami Rabia – Ahmed Abdul Zaher (59. Emad Moteab), Al Sayed Hamdy (81. Trezeguet) Cheftrainer: Hossam El Badry | Gildas Mouyabi – Chancel Gombessa, Boris Moubhio, Dimitri Bissiki, Dieudonné Miangounina – Chardin Mfoutou (68. Césaire Gandzé), Herman Lakolo, Rochel Kivouri (56. Junior Mouzita), Tychique Ntela Kalema, Bienvenue Kombo (71. Héritier Ngouelou) – Rudy Guélord Bebey-Ndey Cheftrainer: Joseph Omong ( Kamerun) | AC Léopards |
| al Ahly Kairo                                 | 1:0 Rami Rabia (55.) 2:0 Mohamed Barakat (71.) | 2:1 Rudy Guélord Bebey-Ndey (78.) | AC Léopards |
| al Ahly Kairo                                 | Mohamed Barakat (16.) | Rochel Kivouri (28.), Bienvenu Kombo (42.) | AC Léopards |
| 23. Februar 2013 in Alexandria (Borg El Arab) | | |             |
| Ergebnis: 2:1 (0:0)                           | | |             |
| Zuschauer: 10.000                             | | |             |
| Schiedsrichter: Bakary Gassama ( Gambia)      | | |             |

## CAF Super Cup 2014
Die 22. Ausspielung des Wettbewerbs fand im Februar 2014 zwischen dem Sieger der CAF Champions League 2013 al Ahly Kairo (Ägypten) und dem Sieger des CAF Confederation Cups 2013 CS Sfax (Tunesien) statt. Al Ahly gewann bei seiner siebten Finalteilnahme seinen sechsten Supercup-Titel nach 2002, 2006, 2007, 2009 und 2013 und konnte nach 2006/2007 seinen Titel aus dem Vorjahr zum zweiten Mal verteidigen.
Spielstatistik:
| al Ahly Kairo                                           | al Ahly Kairo | CS Sfax | CS Sfax |
| ------------------------------------------------------- | --- | --- | ------- |
| al Ahly Kairo                                           | \| 20. Februar 2014 in Kairo (Cairo International Stadium) \| \| Ergebnis: 3:2 (1:0) \| \| Zuschauer: 30.000 \| \| Schiedsrichter: Noumandiez Doué ( Elfenbeinküste) \|                                                        | \| 20. Februar 2014 in Kairo (Cairo International Stadium) \| \| Ergebnis: 3:2 (1:0) \| \| Zuschauer: 30.000 \| \| Schiedsrichter: Noumandiez Doué ( Elfenbeinküste) \| | CS Sfax |
| al Ahly Kairo                                           | Sherif Ekramy – Ahmed Fathy, Wael Gomaa , Mohamed Naguib, Rami Rabia – Sayed Moawad, Hossam Ashour, Abdallah Said (67. M. Yedan), Shehab Ahmed – Gedo (90. Saad Samir), Amr Gamal (80. Trezeguet) Cheftrainer: Mohamed Youssef | Rami Jridi – Bassem Boulaâbi, Ali Maâloul , Mahmoud Ben Salah – Wassim Rebaï Kamoun (82. Wajdi Bouazzi), Mohamed Ali Manser (65. Taha Yassine Khenissi), Ferjani Sassi, Hamza Chotbri (61. Ghazi Chellouf) – Maher Hannachi, Idrissa Kouyaté, Fakhreddine Ben Youssef Cheftrainer: Hamadi Dhou | CS Sfax |
| al Ahly Kairo                                           | 1:0 Gedo (23.) 2:0 Amr Gamal (54.) 3:1 Amr Gamal (69.) | 2:1 Ali Maâloul (63., Elfmeter) 3:2 Fakhreddine Ben Youssef (78.) | CS Sfax |
| al Ahly Kairo                                           | Amr Gamal (27.), Sayed Moawad (62.), Ahmed Fathy (80.), Hossam Ashour (88.) | | CS Sfax |
| 20. Februar 2014 in Kairo (Cairo International Stadium) | | |         |
| Ergebnis: 3:2 (1:0)                                     | | |         |
| Zuschauer: 30.000                                       | | |         |
| Schiedsrichter: Noumandiez Doué ( Elfenbeinküste)       | | |         |

## CAF Super Cup 2015
Die 23. Ausspielung des Wettbewerbs fand im Februar 2015 zwischen dem Sieger der CAF Champions League 2014 ES Sétif (Algerien) und dem Sieger des CAF Confederation Cups 2014 al Ahly Kairo (Ägypten) statt.
Spielstatistik:
| ES Sétif                                           | ES Sétif | al Ahly Kairo | al Ahly Kairo |
| -------------------------------------------------- | --- | --- | ------------- |
| ES Sétif                                           | \| 21. Februar 2015 in Blida (Stade Mustapha Tchaker) \| \| Ergebnis: 1:1 (0:0), 6:5 i. E. \| \| Zuschauer: 16.000 \| \| Schiedsrichter: Noumandiez Doué ( Elfenbeinküste) \| | \| 21. Februar 2015 in Blida (Stade Mustapha Tchaker) \| \| Ergebnis: 1:1 (0:0), 6:5 i. E. \| \| Zuschauer: 16.000 \| \| Schiedsrichter: Noumandiez Doué ( Elfenbeinküste) \|                                                                                               | al Ahly Kairo |
| ES Sétif                                           | Sofiane Khedairia – Said Arroussi, Benjamin Zé Ondo, Amine Megateli, Farid Mellouli – Toufik Zerara, Akram Djahmit, Mourad Delhoum (67. Eudes Dagoulou), El Hedi Belameiri – Ahmed Gasmi (53. Mohamed Benyettou), Abdelmalek Ziaya (90. Sid Ali Lamri) Cheftrainer: Kheïreddine Madoui | Sherif Ekramy – Hussein Sayed, Trezeguet, Hossam Ashour, Saad Samir, Mohamed Naguieb – Basem Ali, Hossam Ghaly (59. Moamen Zakaria), Abdallah Said – Ahmed Abd El-Zaher (73. Peter Ebimobowei), Walid Soliman (83. Emad Moteab) Cheftrainer: Juan Carlos Garrido ( Spanien) | al Ahly Kairo |
| ES Sétif                                           | 1:0 Abdelmalek Ziaya (68.) | 1:1 Emad Moteab (90.+4') | al Ahly Kairo |
| ES Sétif                                           | Elfmeterschießen | | al Ahly Kairo |
| ES Sétif                                           | 1:0 Mourad Delhoum 2:1 Farid Mellouli 3:2 Mohamed Benyettou 4:3 Eudes Dagoulou 5:4 El Hedi Belameiri 6:5 Sid Ali Lamri | 1:1 Moamen Zakaria 2:2 Abdallah Said 3:3 Emad Moteab 4:4 Saad Samir 5:5 Trezeguet Basem Ali | al Ahly Kairo |
| ES Sétif                                           | Abdelmalek Ziaya (41.) | Hossam Ashour (19.), Trezeguet (49.) | al Ahly Kairo |
| 21. Februar 2015 in Blida (Stade Mustapha Tchaker) | | |               |
| Ergebnis: 1:1 (0:0), 6:5 i. E.                     | | |               |
| Zuschauer: 16.000                                  | | |               |
| Schiedsrichter: Noumandiez Doué ( Elfenbeinküste)  | | |               |

## CAF Super Cup 2016
Die 24. Ausspielung des Wettbewerbs fand am 20. Februar 2016 zwischen dem Sieger der CAF Champions League 2015 Tout Puissant Mazembe (DR Kongo) und dem Sieger des CAF Confederation Cups 2015 Étoile Sportive du Sahel (Tunesien) statt. Tout Puissant Mazembe gewann und sicherte sich damit zum dritten Mal den Gewinn des CAF-Super-Cup.
Spielstatistik:
| Tout Puissant Mazembe                             | Tout Puissant Mazembe | Étoile Sportive du Sahel | Étoile Sportive du Sahel |
| ------------------------------------------------- | --- | --- | ------------------------ |
| Tout Puissant Mazembe                             | \| 20. Februar 2016 in Lubumbashi (Stade TP Mazembe) \| \| Ergebnis: 2:1 (2:1) \| \| Zuschauer: 15.000 \| \| Schiedsrichter: Hamada Nampiandraza ( Madagaskar) \| | \| 20. Februar 2016 in Lubumbashi (Stade TP Mazembe) \| \| Ergebnis: 2:1 (2:1) \| \| Zuschauer: 15.000 \| \| Schiedsrichter: Hamada Nampiandraza ( Madagaskar) \| | Étoile Sportive du Sahel |
| Tout Puissant Mazembe                             | Sylvain Gbohouo – Joël Kimwaki , Jean Kasusula, Salif Coulibaly, Kabaso Chongo – Merveille Bopé Bokadi, Nathan Sinkala, Daniel Nii Adjei (87. Given Singuluma) – Roger Assalé (67. Elia Meschak), Adama Traoré (78. Thomas Ulimwengu), Jonathan Bolingi Cheftrainer: Hubert Velud ( Frankreich) | Aymen Mathlouthi – Ghazi Abderrazzak, Ammar Jemal, Alaya Brigui, Zied Boughattas – Iheb Msakni, Franck Kom, Rami Bedoui (33. Diogo da Silva Farias), Mohamed Amine Ben Amor – Hamza Lahmar (65. Michailou Dramé), Ahmed Akaïchi (85. Marouane Tej) Cheftrainer: Faouzi Benzarti | Étoile Sportive du Sahel |
| Tout Puissant Mazembe                             | 1:0 Daniel Nii Adjei (20.) 2:0 Daniel Nii Adjei (45.+1') | 2:1 Iheb Msakni (45.+2') | Étoile Sportive du Sahel |
| Tout Puissant Mazembe                             | Joël Kimwaki (56.), Kabaso Chongo (75.) | Franck Kom (41.), Zied Boughattas (64.), Ammar Jemal (70.) | Étoile Sportive du Sahel |
| 20. Februar 2016 in Lubumbashi (Stade TP Mazembe) | | |                          |
| Ergebnis: 2:1 (2:1)                               | | |                          |
| Zuschauer: 15.000                                 | | |                          |
| Schiedsrichter: Hamada Nampiandraza ( Madagaskar) | | |                          |

## CAF Super Cup 2017
Die 25. Ausspielung des Wettbewerbs fand am 18. Februar 2017 zwischen dem Sieger der CAF Champions League 2016 Mamelodi Sundowns (Südafrika) und dem Sieger des CAF Confederation Cups 2016 Tout Puissant Mazembe (DR Kongo) statt.
Spielstatistik:
| Mamelodi Sundowns                                      | Mamelodi Sundowns | Tout Puissant Mazembe | Tout Puissant Mazembe | Aufstellung                                               |
| ------------------------------------------------------ | --- | --- | --------------------- | --------------------------------------------------------- |
| Mamelodi Sundowns                                      | \| 18. Februar 2017 in Pretoria (Loftus-Versfeld-Stadion) \| \| Ergebnis: 1:0 (0:0) \| \| Schiedsrichter: Gehad Grisha ( Ägypten) \| | \| 18. Februar 2017 in Pretoria (Loftus-Versfeld-Stadion) \| \| Ergebnis: 1:0 (0:0) \| \| Schiedsrichter: Gehad Grisha ( Ägypten) \| | Tout Puissant Mazembe | Aufstellung Mamelodi Sundowns gegen Tout Puissant Mazembe |
| Mamelodi Sundowns                                      | Denis Onyango – Thapelo Morena, Wayne Arendse, Ricardo Nascimento, Tebogo Langerman – Tiyane Mabunda, Hlompho Kekana – Anthony Laffor (86. Soumahoro Bangaly), Khama Billiat (90.+2' Anele Ngcongca), Themba Zwane (90.+3' Sibusiso Vilakazi) – Percy Tau Cheftrainer: Pitso Mosimane | Sylvain Gbohouo – Issama Mpeko, Joël Kimwaki, Salif Coulibaly, Jean Kasusula – Nathan Sinkala, Daniel Nii Adjei – Solomon Asante, Rainford Kalaba (80. Adama Traoré), Elia Meschak (58. Trésor Mputu Mabi) – Ben Malango Cheftrainer: Thierry Froger ( Frankreich) | Tout Puissant Mazembe | Aufstellung Mamelodi Sundowns gegen Tout Puissant Mazembe |
| Mamelodi Sundowns                                      | 1:0 Ricardo Nascimento (83., Elfmeter) | | Tout Puissant Mazembe | Aufstellung Mamelodi Sundowns gegen Tout Puissant Mazembe |
| Mamelodi Sundowns                                      | Percy Tau (90.+5') | Joël Kimwaki (38.), Issama Mpeko (88.) | Tout Puissant Mazembe | Aufstellung Mamelodi Sundowns gegen Tout Puissant Mazembe |
| 18. Februar 2017 in Pretoria (Loftus-Versfeld-Stadion) | | |                       |                                                           |
| Ergebnis: 1:0 (0:0)                                    | | |                       |                                                           |
| Schiedsrichter: Gehad Grisha ( Ägypten)                | | |                       |                                                           |

## CAF Super Cup 2018
Die 26. Ausspielung des Wettbewerbs fand am 24. Februar 2018 zwischen dem Sieger der CAF Champions League 2017 Wydad Casablanca (Marokko) und dem Sieger des CAF Confederation Cups 2017 Tout Puissant Mazembe (DR Kongo) statt.
Spielstatistik:
| Wydad Casablanca                                  | Wydad Casablanca | Tout Puissant Mazembe | Tout Puissant Mazembe | Aufstellung                                              |
| ------------------------------------------------- | --- | --- | --------------------- | -------------------------------------------------------- |
| Wydad Casablanca                                  | \| 24. Februar 2018 in Casablanca (Stade Mohammed V) \| \| Ergebnis: 1:0 (0:0) \| \| Zuschauer: 45.000 \| \| Schiedsrichter: Janny Sikazwe ( Sambia) \| | \| 24. Februar 2018 in Casablanca (Stade Mohammed V) \| \| Ergebnis: 1:0 (0:0) \| \| Zuschauer: 45.000 \| \| Schiedsrichter: Janny Sikazwe ( Sambia) \| | Tout Puissant Mazembe | Aufstellung Wydad Casablanca gegen Tout Puissant Mazembe |
| Wydad Casablanca                                  | Zouheir Laaroubi – Abdelatif Noussir, Amine Atouchi, Cheick Comara, Mohamed Nahiri – Amin Tighazoui (90.+3 Naïm Aarab), Salaheddine Saidi, Brahim Nekkach , Ismail El Haddad – Chisom Chikatara (63. Alejandro Quintana), Walid El Karti (70. Aymane El Hassouni) Cheftrainer: Faouzi Benzarti | Sylvain Gbohouo – Issama Mpeko, Kabaso Chongo, Joël Kimwaki, Arsène Zola – Déo Kanda (66. Abdoulaye Sissoko), Christian Koffi (68. Kévin Mondeko), Miché Mika, Elia Meschak (82. Jackson Muleka) – Ben Malango, Rainford Kalaba Cheftrainer: Mihayo Kazembe | Tout Puissant Mazembe | Aufstellung Wydad Casablanca gegen Tout Puissant Mazembe |
| Wydad Casablanca                                  | 1:0 Amin Tighazoui (83.) | | Tout Puissant Mazembe | Aufstellung Wydad Casablanca gegen Tout Puissant Mazembe |
| Wydad Casablanca                                  | Kabaso Chongo (14.), Rainford Kalaba (88.) | | Tout Puissant Mazembe | Aufstellung Wydad Casablanca gegen Tout Puissant Mazembe |
| 24. Februar 2018 in Casablanca (Stade Mohammed V) | | |                       |                                                          |
| Ergebnis: 1:0 (0:0)                               | | |                       |                                                          |
| Zuschauer: 45.000                                 | | |                       |                                                          |
| Schiedsrichter: Janny Sikazwe ( Sambia)           | | |                       |                                                          |

## CAF Super Cup 2019
Die 27. Ausspielung des Wettbewerbs fand am 29. März 2019 zwischen dem Sieger der CAF Champions League 2018 Espérance Tunis (Tunesien) und dem Sieger des CAF Confederation Cup 2018 Raja Casablanca (Marokko) statt.
Spielstatistik:
| Espérance Tunis                                    | Espérance Tunis | Raja Casablanca | Raja Casablanca | Aufstellung                                       |
| -------------------------------------------------- | --- | --- | --------------- | ------------------------------------------------- |
| Espérance Tunis                                    | \| 29. März 2019 in ar-Rayyan (al-Gharafa Stadium) \| \| Ergebnis: 1:2 (0:1) \| \| Zuschauer: 25.000 \| \| Schiedsrichter: Bamlak Tessema Weyesa ( Äthiopien) \| | \| 29. März 2019 in ar-Rayyan (al-Gharafa Stadium) \| \| Ergebnis: 1:2 (0:1) \| \| Zuschauer: 25.000 \| \| Schiedsrichter: Bamlak Tessema Weyesa ( Äthiopien) \| | Raja Casablanca | Aufstellung Espérance Tunis gegen Raja Casablanca |
| Espérance Tunis                                    | Rami Jridi – Sameh Derbali (54. Iheb Mbarki), Chamseddine Dhaouadi , Mohamed Ali Yacoubi (73. Haythem Jouini), Ayman Ben Mohamed – Fousseny Coulibaly, Franck Kom, Anice Badri, Saad Bguir (46. Youcef Belaïli), Hamdou Elhouni – Taha Yassine Khenissi Cheftrainer: Moïne Chaâbani | Anas Zniti – Omar Boutayeb, Badr Banoun , Sanad Al Ouarfali, Fabrice Gael Ngah – Abderrahim Achchakir, Zakaria El Wardi, Mahmoud Benhalib, Abdelilah Hafidi (80. Ayoub Nanah), Zakaria Hadraf – Soufiane Rahimi (90.+4 Mouhcine Iajour) Cheftrainer: Patrice Carteron ( Frankreich) | Raja Casablanca | Aufstellung Espérance Tunis gegen Raja Casablanca |
| Espérance Tunis                                    | 1:1 Youcef Belaïli (57.) | 0:1 Abdelilah Hafidi (22.) 1:2 Badr Banoun (64.) | Raja Casablanca | Aufstellung Espérance Tunis gegen Raja Casablanca |
| Espérance Tunis                                    | Chamseddine Dhaouadi (76.), Franck Kom (81.) | Zakaria Hadraf (76.), Badr Banoun (86.), Abderrahim Achchakir (89.), Anas Zniti (90.+2) | Raja Casablanca | Aufstellung Espérance Tunis gegen Raja Casablanca |
| 29. März 2019 in ar-Rayyan (al-Gharafa Stadium)    | | |                 |                                                   |
| Ergebnis: 1:2 (0:1)                                | | |                 |                                                   |
| Zuschauer: 25.000                                  | | |                 |                                                   |
| Schiedsrichter: Bamlak Tessema Weyesa ( Äthiopien) | | |                 |                                                   |

## CAF Super Cup 2020
Die 28. Ausspielung des Wettbewerbs fand am 14. Februar 2020 zwischen dem Sieger der CAF Champions League 2018/19 Espérance Tunis (Tunesien) und dem Sieger des CAF Confederation Cup 2018/19 al Zamalek SC (Ägypten) statt.
Spielstatistik:
| Espérance Tunis                                    | Espérance Tunis | al Zamalek SC | al Zamalek SC | Aufstellung                                     |
| -------------------------------------------------- | --- | --- | ------------- | ----------------------------------------------- |
| Espérance Tunis                                    | \| 14. Februar 2020 in ar-Rayyan (Al-Gharafa Stadium) \| \| Ergebnis: 1:3 (0:1) \| \| Zuschauer: 19.398 \| \| Schiedsrichter: Victor Gomes ( Südafrika) \| | \| 14. Februar 2020 in ar-Rayyan (Al-Gharafa Stadium) \| \| Ergebnis: 1:3 (0:1) \| \| Zuschauer: 19.398 \| \| Schiedsrichter: Victor Gomes ( Südafrika) \| | al Zamalek SC | Aufstellung Espérance Tunis gegen al Zamalek SC |
| Espérance Tunis                                    | Moez Ben Cherifia – Ilyes Chetti, Mohamed Ali Yacoubi, Khalil Chemmam , Sameh Derbali – Kwame Bonsu (60. Taha Yassine Khenissi), Fousseny Coulibaly, Raouf Benguit, Hamdou Elhouni, Billel Bensaha (69. Mohamed Ali Ben Hammouda) – Ibrahim Ouattara (69. Fedi Ben Choug) Cheftrainer: Moïne Chaâbani | Mohamed Abou Gabal – Mohamed Abdel-Shafy, Mahmoud Alaa, Mahmoud Hamdy, Hazem Emam (88. Mohamed Abdel Ghani) – Tarek Hamed, Ferjani Sassi, Youssef Obama, Achraf Bencharki, Ahmed Sayed (82. Abdallah Gomaa) – Mostafa Mohamed (90.+1' Mohamed Ounajem) Cheftrainer: Patrice Carteron ( Frankreich) | al Zamalek SC | Aufstellung Espérance Tunis gegen al Zamalek SC |
| Espérance Tunis                                    | 1:1 Raouf Benguit (54., Elfmeter) | 0:1 Youssef Obama (2.) 1:2 Achraf Bencharki (58.) 1:3 Achraf Bencharki (90.+5') | al Zamalek SC | Aufstellung Espérance Tunis gegen al Zamalek SC |
| Espérance Tunis                                    | Fousseny Coulibaly (45.) | Mahmoud Hamdy (51.), Achraf Bencharki (63.), Tarek Hamed (83.), Hazem Emam (88.) | al Zamalek SC | Aufstellung Espérance Tunis gegen al Zamalek SC |
| 14. Februar 2020 in ar-Rayyan (Al-Gharafa Stadium) | | |               |                                                 |
| Ergebnis: 1:3 (0:1)                                | | |               |                                                 |
| Zuschauer: 19.398                                  | | |               |                                                 |
| Schiedsrichter: Victor Gomes ( Südafrika)          | | |               |                                                 |

## CAF Super Cup 2021 (Mai)
Die 29. Ausspielung des Wettbewerbs fand am 28. Mai 2021 zwischen dem Sieger der CAF Champions League 2019/20 al Ahly SC (Ägypten) und dem Sieger des CAF Confederation Cup 2019/20 RS Berkane (Marokko) statt.
Spielstatistik:
| al Ahly SC                                           | al Ahly SC | RS Berkane | RS Berkane | Aufstellung                             |
| ---------------------------------------------------- | --- | --- | ---------- | --------------------------------------- |
| al Ahly SC                                           | \| 28. Mai 2021 in ar-Rayyan (Jassim-Bin-Hamad-Stadion) \| \| Ergebnis: 2:0 (0:0) \| \| Zuschauer: 2.900 \| \| Schiedsrichter: Mustapha Ghorbal ( Algerien) \| | \| 28. Mai 2021 in ar-Rayyan (Jassim-Bin-Hamad-Stadion) \| \| Ergebnis: 2:0 (0:0) \| \| Zuschauer: 2.900 \| \| Schiedsrichter: Mustapha Ghorbal ( Algerien) \| | RS Berkane | Aufstellung al Ahly SC gegen RS Berkane |
| al Ahly SC                                           | Mohamed El Shenawy – Ayman Ashraf (46. Ramy Rabia), Yasser Ibrahim (46. Ali Maâloul), Badr Benoun, Mohamed Hany – Aliou Dieng, Amr El Solia, Mohamed Magdy, Taher Mohamed (84. Kahraba), Hussein El Shahat (67. Salah Mohsen) – Mohamed Sherif (85. Hamdy Fathy) Cheftrainer: Pitso Mosimane ( Südafrika) | Zouhair Laaroubi – Omar Nemsaoui, Issoufou Dayo, Ismail Mokadem, Mohamed Aziz (66. Abdelkrim Baadi) – Larbi Naji (86. Brahim El Bahraoui), Bakr El Helali (65. Zakaria Hadraf), Mohamed Farhane (78. Amine Elb Kass), Zaid Krouch (77. Alain Traoré) – Hamdi Laachir, Mouhcine Iajour Cheftrainer: Juan Pedro Benali ( Spanien) | RS Berkane | Aufstellung al Ahly SC gegen RS Berkane |
| al Ahly SC                                           | 1:0 Mohamed Sherif (57.) 2:0 Salah Mohsen (82.) | | RS Berkane | Aufstellung al Ahly SC gegen RS Berkane |
| al Ahly SC                                           | Ayman Ashraf (5.), Yasser Ibrahim (21.), Ali Maâloul (48.), Hussein El Shahat (67.), Mohamed Hany (89), Kahraba (90.+2') | Issoufou Dayo (71.) | RS Berkane | Aufstellung al Ahly SC gegen RS Berkane |
| 28. Mai 2021 in ar-Rayyan (Jassim-Bin-Hamad-Stadion) | | |            |                                         |
| Ergebnis: 2:0 (0:0)                                  | | |            |                                         |
| Zuschauer: 2.900                                     | | |            |                                         |
| Schiedsrichter: Mustapha Ghorbal ( Algerien)         | | |            |                                         |

## CAF Super Cup 2021 (Dezember)
Die 30. Ausspielung des Wettbewerbs fand am 22. Dezember 2021 zwischen dem Sieger der CAF Champions League 2020/21 al Ahly SC (Ägypten) und dem Sieger des CAF Confederation Cup 2020/21 Raja Casablanca (Marokko) statt.
Spielstatistik:
| al Ahly SC                                                         | al Ahly SC | Raja Casablanca | Raja Casablanca | Aufstellung                                  |
| ------------------------------------------------------------------ | --- | --- | --------------- | -------------------------------------------- |
| al Ahly SC                                                         | \| 22. Dezember 2021 in ar-Rayyan (Ahmed bin Ali Stadium) \| \| Ergebnis: 1:1 (0:1), 6:5 i. E. \| \| Schiedsrichter: Jean-Jacques Ndala ( Demokratische Republik Kongo) \| | \| 22. Dezember 2021 in ar-Rayyan (Ahmed bin Ali Stadium) \| \| Ergebnis: 1:1 (0:1), 6:5 i. E. \| \| Schiedsrichter: Jean-Jacques Ndala ( Demokratische Republik Kongo) \|                                                                                                  | Raja Casablanca | Aufstellung al Ahly SC gegen Raja Casablanca |
| al Ahly SC                                                         | Mohamed El Shenawy – Yasser Ibrahim (77. Taher Mohamed), Badr Benoun, Ayman Ashraf (46. Mohamed Sherif), Akram Tawfik, Ali Maâloul – Hamdy Fathy, Aliou Dieng, Hussein El Shahat (61. Ahmed Abdel Kader), Mohamed Magdy, – Percy Tau Cheftrainer: Pitso Mosimane ( Südafrika) | Anas Zniti – Abdelilah Madkour, Marouane Hadhoudi, Jamal Harkass, Abdeljalil Jbira – Zakaria El Wardi, Fabrice Ngoma, Mahmoud Benhalib, Abdelilah Hafidi (78. Mohamed Zrida), Mohsine Moutouali – Hamid Ahadad (84. Soufiane Benjdida) Cheftrainer: Marc Wilmots ( Belgien) | Raja Casablanca | Aufstellung al Ahly SC gegen Raja Casablanca |
| al Ahly SC                                                         | 1:1 Taher Mohamed (90.+1') | 0:1 Yasser Ibrahim (13., Eigentor) | Raja Casablanca | Aufstellung al Ahly SC gegen Raja Casablanca |
| al Ahly SC                                                         | Elfmeterschießen | | Raja Casablanca | Aufstellung al Ahly SC gegen Raja Casablanca |
| al Ahly SC                                                         | 1:0 Ali Maâloul 2:1 Badr Benoun 3:2 Percy Tau 4:3 Ahmed Abdel Kader 5:4 Taher Mohamed 6:5 Akram Tawfik | 1:1 Mohamed Zrida 2:2 Zakaria El Wardi 3:3 Marouane Hadhoudi 4:4 Mahmoud Benhalib 5:5 Mohsine Moutouali Abdelilah Madkour | Raja Casablanca | Aufstellung al Ahly SC gegen Raja Casablanca |
| al Ahly SC                                                         | Yasser Ibrahim (66.), Taher Mohamed (90.+1') | Marouane Hadhoudi (58.), Hamid Ahadad (61.) | Raja Casablanca | Aufstellung al Ahly SC gegen Raja Casablanca |
| 22. Dezember 2021 in ar-Rayyan (Ahmed bin Ali Stadium)             | | |                 |                                              |
| Ergebnis: 1:1 (0:1), 6:5 i. E.                                     | | |                 |                                              |
| Schiedsrichter: Jean-Jacques Ndala ( Demokratische Republik Kongo) | | |                 |                                              |

## CAF Super Cup 2022
Die 31. Ausspielung des Wettbewerbs fand am 10. September 2022 zwischen dem Sieger der CAF Champions League 2021/22 al Wydad Casablanca (Marokko) und dem Sieger des CAF Confederation Cup 2021/22 RS Berkane (Marokko) statt.
Spielstatistik:
| Wydad Casablanca                                    | Wydad Casablanca | RS Berkane | RS Berkane |
| --------------------------------------------------- | --- | --- | ---------- |
| Wydad Casablanca                                    | \| 10. September 2022 in Rabat (Stade Moulay Abdallah) \| \| Ergebnis: 0:2 (0:1) \| \| Schiedsrichter: Mustapha Ghorbal ( Algerien) \| | \| 10. September 2022 in Rabat (Stade Moulay Abdallah) \| \| Ergebnis: 0:2 (0:1) \| \| Schiedsrichter: Mustapha Ghorbal ( Algerien) \| | RS Berkane |
| Wydad Casablanca                                    | Ahmed Reda Tagnaouti – Arsène Zola, Amine Aboulfath, Yahia Attiyat Allah, Ayoub El Amloud (57. Mohamed Ounajem) – Yahya Jabrane , Jalal Daoudi (78. Ismail Moutaraji), Aymane El Hassouni – Hamid Ahadad (71. Zouhair El Moutaraji), Badie Aouk (58. Houcine Benayada), Bouly Junior Sambou Cheftrainer: Hussein Ammouta | Hamza Hamiani – Hamza Regragui, Issoufou Dayo , Hamza El Moussaoui, Abdelkarim Baadi – Mamadou Lamine Camara, Sofian El Moudane (76. Mehdi Oubila), Yassine Labhiri – Chadrack Muzungu (76. Youssef El Fahli), Bakr El Helali (84. Youssef Zghoudi), Charki El Bahri (84. Brahim El Bahraoui) Cheftrainer: Abdelhak Benchikha ( Algerien) | RS Berkane |
| Wydad Casablanca                                    | 0:1 El Bahri (32.) 0:2 El Moudane (71., Elfmeter) | | RS Berkane |
| Wydad Casablanca                                    | Amine Aboulfath (69.), | Chadrack Muzungu (27.), Hamza El Moussaoui (34.), Hamza Regragui (85.) | RS Berkane |
| 10. September 2022 in Rabat (Stade Moulay Abdallah) | | |            |
| Ergebnis: 0:2 (0:1)                                 | | |            |
| Schiedsrichter: Mustapha Ghorbal ( Algerien)        | | |            |

## CAF Super Cup 2023
Die 32. Ausspielung des Wettbewerbs fand am 15. September 2023 zwischen dem Sieger der CAF Champions League 2022/23 al Ahly SC (Ägypten) und dem Sieger des CAF Confederation Cup 2022/23 USM Algier (Algerien) statt.
Spielstatistik:
| al Ahly SC                                                  | al Ahly SC | USM Algier | USM Algier |
| ----------------------------------------------------------- | --- | --- | ---------- |
| al Ahly SC                                                  | \| 15. September 2023 in Ta'if (King Fahad Sport City Stadium) \| \| Ergebnis: 0:1 (0:1) \| \| Zuschauer: 10.000 \| \| Schiedsrichter: Pierre Atcho ( Gabun) \| | \| 15. September 2023 in Ta'if (King Fahad Sport City Stadium) \| \| Ergebnis: 0:1 (0:1) \| \| Zuschauer: 10.000 \| \| Schiedsrichter: Pierre Atcho ( Gabun) \| | USM Algier |
| al Ahly SC                                                  | Mohamed El Shenawy – Ali Maâloul, Ramy Rabia, Mohamed Hany, Mohamed Abdelmonem – Aliou Dieng, Hussein El Shahat (79. Mohamed Magdy), Emam Ashour (85. Yasser Ibrahim), Marwan Attia (64. Salah Mohsen) – Mahmoud Kahraba (79. Taher Mohamed), Reda Slim (64. Percy Tau) Cheftrainer: Marcel Koller ( Schweiz) | Oussama Benbot – Saâdi Radouani, Nabil Lamara, Zineddine Belaïd , Adam Alilet – Oussama Chita (67. Omar Mbarek), Brahim Benzaza (84. Taher Benkhelifa), Nour El Islam Fettouhi (67. Abdoulaye Kanou) – Khaled Bousseliou (83. Sékou Konaté), Tumisang Orebonye, Ismaïl Belkacemi (79. Islam Merili) Cheftrainer: Abdelhak Benchikha | USM Algier |
| al Ahly SC                                                  | 0:1 Zineddine Belaïd (43. Elfmeter) | | USM Algier |
| al Ahly SC                                                  | Mahmoud Kahraba (26.), Salah Mohsen (90.+4') | Nour El Islam Fettouhi (38.), Omar Mbarek (70.), Nabil Lamara (90.+2'), Adam Alilet (90.+6'), Oussama Benbot (90.+9') | USM Algier |
| al Ahly SC                                                  | Spieler des Spiels: Aliou Dieng (al Ahly SC) | | USM Algier |
| 15. September 2023 in Ta'if (King Fahad Sport City Stadium) | | |            |
| Ergebnis: 0:1 (0:1)                                         | | |            |
| Zuschauer: 10.000                                           | | |            |
| Schiedsrichter: Pierre Atcho ( Gabun)                       | | |            |

## CAF Super Cup 2024
Die 33. Ausspielung des Wettbewerbs fand am 27. September 2024 zwischen dem Sieger der CAF Champions League 2023/24 al Ahly SC (Ägypten) und dem Sieger des CAF Confederation Cup 2023/24 Zamalek SC (Ägypten) statt.
Spielstatistik:
| al Ahly SC                                    | al Ahly SC | Zamalek SC | Zamalek SC | Aufstellung                             |
| --------------------------------------------- | --- | --- | ---------- | --------------------------------------- |
| al Ahly SC                                    | \| 27. September 2024 in Riad (Al-Mamlaka-Arena) \| \| Ergebnis: 1:1 (1:0), 3:4 i. E. \| \| Zuschauer: 28.000 \| \| Schiedsrichter: Mutaz Ibrahim ( Libyen) \| | \| 27. September 2024 in Riad (Al-Mamlaka-Arena) \| \| Ergebnis: 1:1 (1:0), 3:4 i. E. \| \| Zuschauer: 28.000 \| \| Schiedsrichter: Mutaz Ibrahim ( Libyen) \| | Zamalek SC | Aufstellung al Ahly SC gegen Zamalek SC |
| al Ahly SC                                    | Mohamed El Shenawy – Mohamed Hany (27. Omar Kamal), Yasser Ibrahim, Ramy Rabia, Yahia Attiyat Allah – Emam Ashour (66. Mohamed Magdy), Marwan Attia (84. Ahmed Nabil Koka), Akram Tawfik – Percy Tau (66. Taher Mohamed), Hussein El Shahat (84. Reda Slim), Wessam Abou Ali Cheftrainer: Marcel Koller ( Schweiz) | Mohamed Awad – Omar Gaber (89. Ziad Kamal), Hamza Mathlouthi, Hossam Abdelmaguid, Mahmoud Bentayg – Nasser Maher (76. Nasser Mansi), Nabil Emad (89. Mohamed Shehata), Abdallah El Said – Ahmed Sayed, Mostafa Shalaby (63. Konrad Michalak), Seifeddine Jaziri (76. Omar Faraj) Cheftrainer: José Gomes ( Portugal) | Zamalek SC | Aufstellung al Ahly SC gegen Zamalek SC |
| al Ahly SC                                    | 1:0 Wessam Abou Ali (44., Elfmeter) | 1:1 Nasser Mansi (77.) | Zamalek SC | Aufstellung al Ahly SC gegen Zamalek SC |
| al Ahly SC                                    | Elfmeterschießen | | Zamalek SC | Aufstellung al Ahly SC gegen Zamalek SC |
| al Ahly SC                                    | 1:0 Ramy Rabia 2:1 Omar Kamal 2:2 Yahia Attiyat Allah 3:3 Taher Mohamed 3:4 Wessam Abou Ali | 1:1 Abdallah El Said 2:2 Hamza Mathlouthi 2:3 Nasser Mansi 3:4 Hossam Abdelmaguid | Zamalek SC | Aufstellung al Ahly SC gegen Zamalek SC |
| al Ahly SC                                    | Akram Tawfik (32.) | Hamza Mathlouthi (37.), Seifeddine Jaziri (38.), Nabil Emad (89.), Nasser Mansi (90.+8') | Zamalek SC | Aufstellung al Ahly SC gegen Zamalek SC |
| al Ahly SC                                    | Spieler des Spiels: Nasser Mansi (Zamalek SC) | | Zamalek SC | Aufstellung al Ahly SC gegen Zamalek SC |
| 27. September 2024 in Riad (Al-Mamlaka-Arena) | | |            |                                         |
| Ergebnis: 1:1 (1:0), 3:4 i. E.                | | |            |                                         |
| Zuschauer: 28.000                             | | |            |                                         |
| Schiedsrichter: Mutaz Ibrahim ( Libyen)       | | |            |                                         |

- Schiedsrichterassistenten:  Attia Amsaaed und  Khalil Hassani